# Pinus attenuata
Pinus attenuata ist eine Pflanzenart aus der Gattung der Kiefern (Pinus) innerhalb der Familie der Kieferngewächse (Pinaceae). Das natürliche Verbreitungsgebiet liegt in den südwestlichen Vereinigten Staaten in Oregon und Kalifornien und erstreckt sich etwas über die Grenze hinaus bis nach Mexiko. Sie wird kaum wirtschaftlich oder gärtnerisch genutzt und ist nicht gefährdet.

## Beschreibung

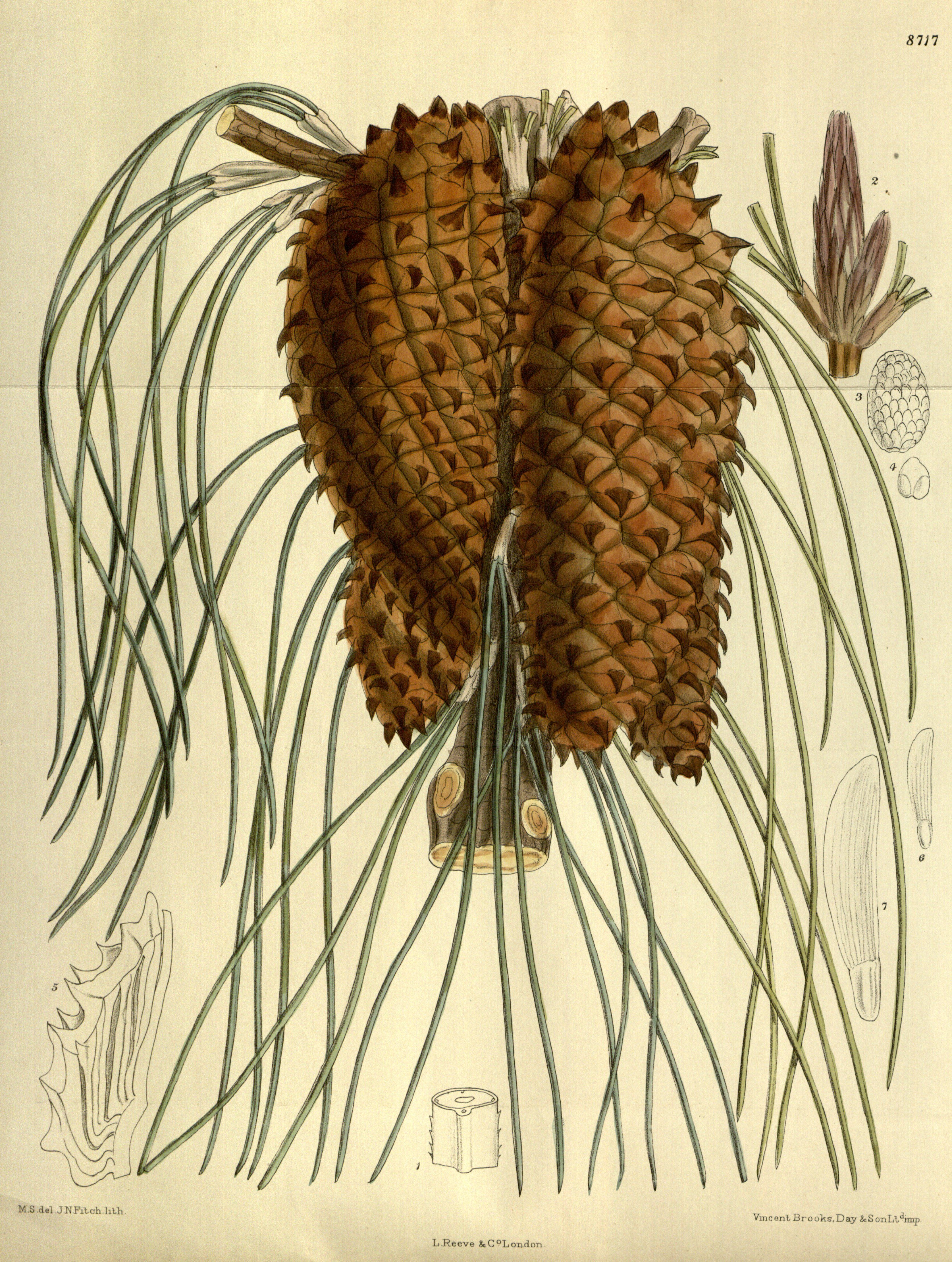
Illustration

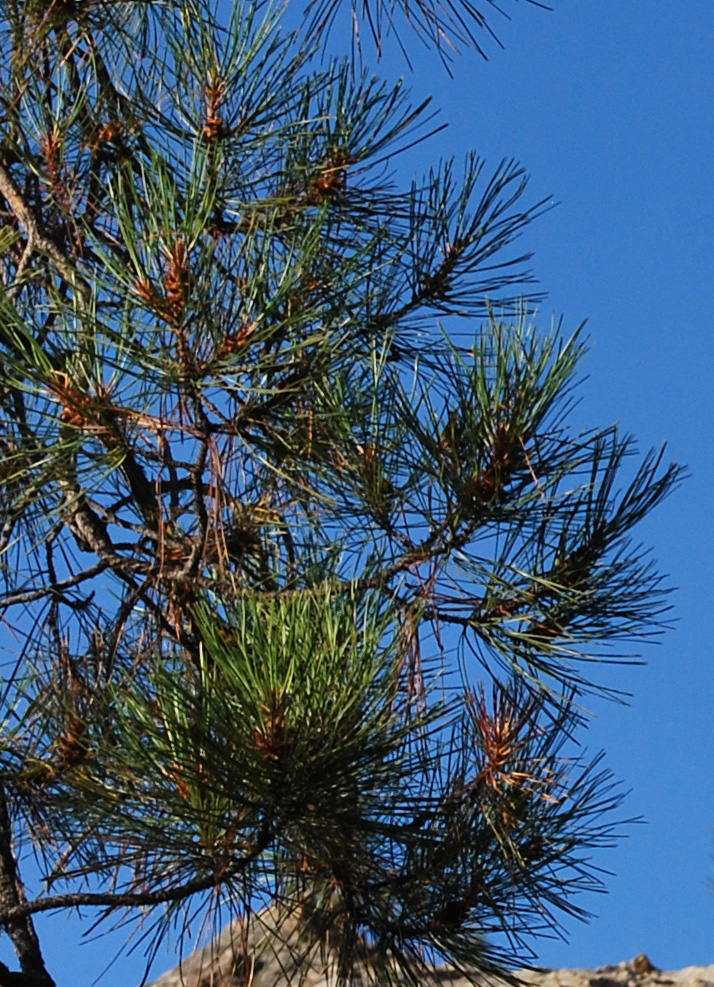
Zweige und Nadeln

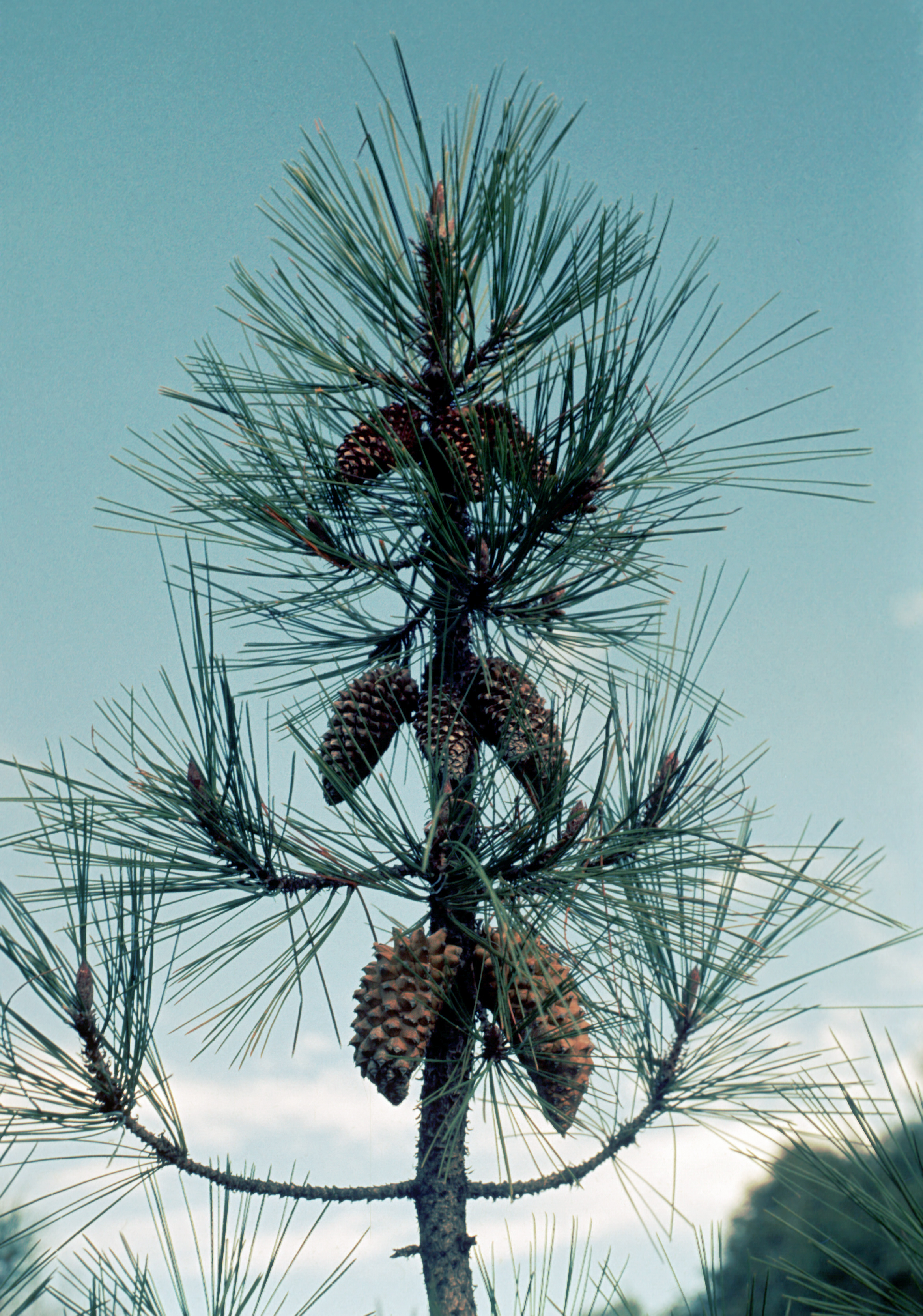
Baumspitze mit Samenzapfen

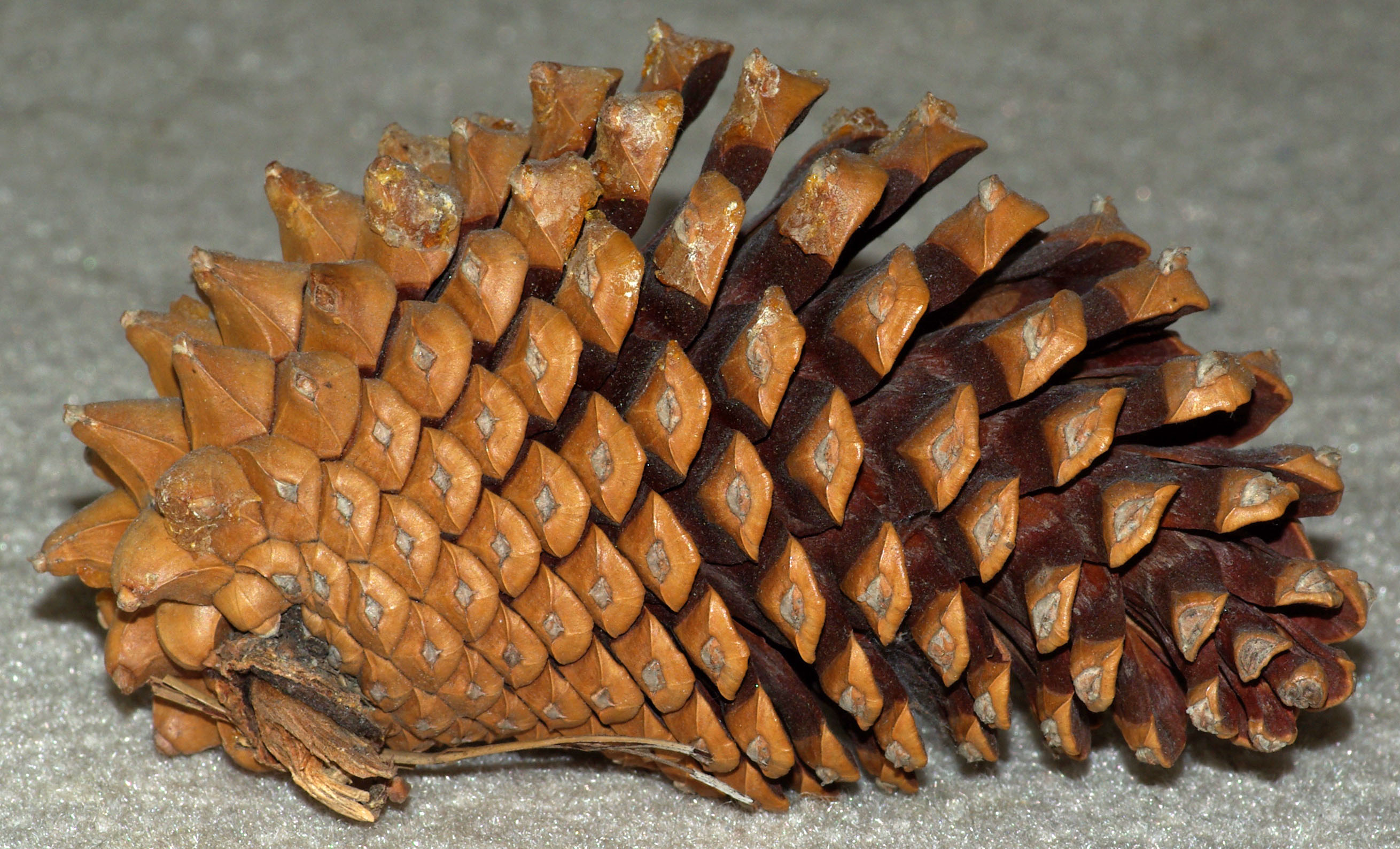
Reifer Samenzapfen

### Erscheinungsbild
Pinus attenuata wächst als immergrüner Baum, der Wuchshöhen von meist 15 bis 20 Metern, selten auch bis 25 Metern erreicht. Auf besonders nährstoffarmen Böden kann diese Art auch strauchförmig wachsen. Der Stamm ist gerade oder manchmal gebogen und erreicht einen Brusthöhendurchmesser von 40 bis 50 Zentimetern. Die Stammborke ist graubraun bis grau, dünn, schuppig und zerbricht in kleine, rechteckige Platten. Die Äste stehen waagrecht oder aufgerichtet und bilden eine unregelmäßige oder gerundete, offene Krone. Die Triebe sind dünn und rotbraun. Sie haben häufig mehrere Knoten und sind mit kurzen, herablaufenden und bleibenden Pulvini bedeckt.

### Knospen und Nadeln
Die Knospen sind eiförmig bis eiförmig-zylindrisch und harzig. Endständige Knospen sind 15 bis 30 Millimeter lang und 10 bis 15 Millimeter dick, seitenständige Knospen sind kürzer. Die Knospenschuppen sind braun, pfriemlich, trockenhäutig, mit unregelmäßig gezacktem, durchscheinendem Rand und spitz zulaufendem Ende. Die Nadeln wachsen zu dritt, seltener in Paaren in einer anfangs 10 bis 18 Millimeter langen sich später auf 3 bis 6 Millimeter verkürzenden Nadelscheide und bleiben zwei bis drei Jahre am Baum. Sie sind hellgrün und manchmal leicht bläulich überlaufen, unelastisch, gerade oder hängend, selten ab 8 meist 10 bis 12 und manchmal bis 14 Zentimeter lang und 1 bis 1,5 Millimeter breit. Der Nadelrand ist fein gesägt, das Ende spitz. Auf allen Nadelseiten gibt es Spaltöffnungslinien, auf der konvexen, abaxialen Seite sind es acht bis zwölf, auf den beiden adaxialen Seiten jeweils drei bis fünf.

### Zapfen und Samen
Die Pollenzapfen sind bei einer Länge von 15 bis 20 Millimetern sowie einem Durchmesser von 5 bis 7 Millimetern eiförmig-länglich bis zylindrisch und gelblich bis gelbbraun. Die Samenzapfen wachsen einzeln, in Paaren oder in Wirteln von drei bis fünf nahe den Zweigenden auf kurzen, kräftigen, gebogenen Stielen. Ausgewachsene Zapfen erscheinen sitzend, sie sind zurückgebogen, eiförmig länglich bis eiförmig-verschmälert, asymmetrisch geformt, 8 bis 15 Zentimeter lang, geschlossen mit Durchmessern von 3,5 bis 6 Zentimetern und geöffnet mit Durchmesser bis zu 8 Zentimetern. Die Samenschuppen sind dick, länglich, gerade oder etwas gebogen und purpurn- bis rötlichbraun. Die Apophyse hat einen rhombischen oder fünfeckigen Umriss, sie ist ockerfarben bis gelblich braun, leicht glänzend und verwittert grau. Auf der Unterseite des Zapfens ist sie nur leicht erhöht auf der Oberseite konisch und gebogen, zur Basis des Zapfens hin erreicht sie eine Länge 10 Millimeter. Der Umbo ist dunkler als die Apophyse, rhombisch, beinahe flach bis pyramiden- oder hakenförmig, unbewehrt und erreicht eine Größe von 5 Millimetern. Die Samenzapfen reifen nach zwei Jahren, können aber noch weitere 20 Jahre oder mehr geschlossen bleiben, oder öffnen sich erst unter Feuereinwirkung.
Die schwarzgrauen Samen sind bei einer Länge von 5 bis 7 Millimetern sowie einem Durchmesser von 2,3 bis 4,5 Millimetern schief eiförmig und abgeflacht. Der Samenflügel ist gelblich bis graubraun, länglich, auf einer Seite gebogen, 12 bis 18 Millimeter lang und 5 bis 7 Millimeter breit.

### Chromosomenzahl
Die Chromosomenzahl beträgt wie bei allen Kiefern 2n = 24.

## Vorkommen und Gefährdung

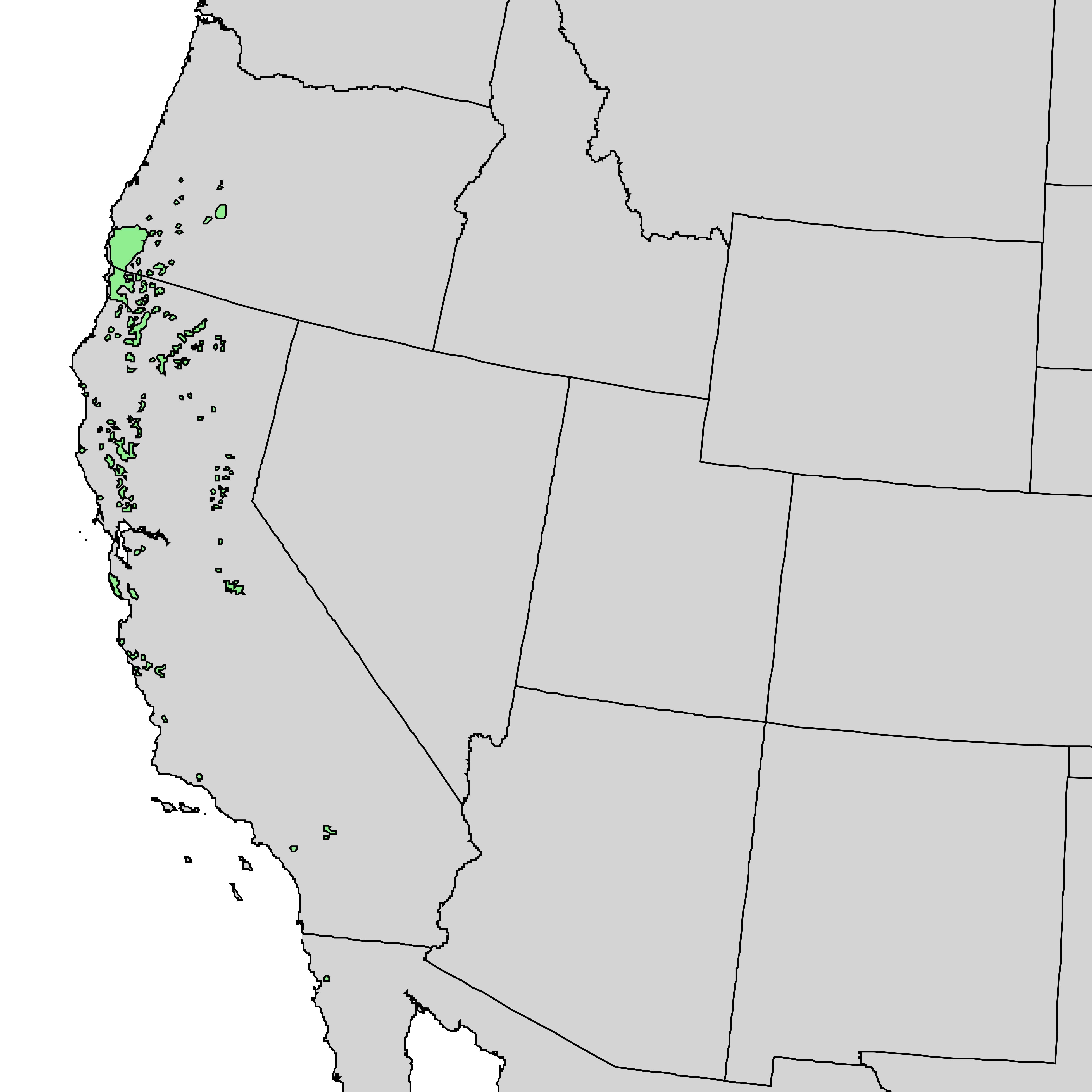
Natürliches Verbreitungsgebiet

Das natürliche Verbreitungsgebiet von Pinus attenuata liegt in den Vereinigten Staaten im Südwesten von Oregon und in Kalifornien und im Nordwesten des mexikanischen Bundesstaates Baja California. Pinus attenuatawächst im Chaparral und ähnlichen Vegetationstypen, aber auch auf sehr felsigem Untergrund. Sie hat äußerst beständige Zapfen und ist eine der ersten Bäume, die nach Bränden das zerstörte Gebiet wieder besiedeln. Im nördlichen Teil des Verbreitungsgebiets, in dem die Bäume auch etwas höher werden, wächst sie zusammen mit verschiedenen Eichenarten (Quercus spec.). In den Vereinigten Staaten wächst sie in Höhenlagen von 300 bis 1200 Metern und erreicht selten auch 1700 Meter. In Mexiko findet man sie meist in Höhenlagen von 250 bis 600 Metern oder nahe der Meeresküste. Das Verbreitungsgebiet wird der Winterhärtezone 7 zugeordnet mit mittleren jährlichen Minimaltemperaturen von −17,7° und −12,2° Celsius (0 bis 10° Fahrenheit).
In der Roten Liste der IUCN wird Pinus attenuata als „nicht gefährdet“ (= „Lower Risk/least concern“) eingestuft. Es wird jedoch darauf hingewiesen, dass eine Neubeurteilung notwendig ist.

## Systematik
Die Erstbeschreibung von Pinus attenuata erfolgte 1892 durch John Gill Lemmon in Garden and Forest; a Journal of Horticulture, Landscape Art and Forestry, Volume 64, Seite 45. Das Artepitheton attenuata ist ein Lateinisches Wort, das „abgeschwächt“ oder „verschmälert“ bedeutet und sich auf die spitz zulaufende Form der Zapfen bezieht. Synonyme für Pinus attenuata sind: Pinus californica Hook. & Arn., Pinus californica Hartw., Pinus tuberculata Gordon, Pinus tuberculata D.Don, Pinus tuberculata var. acuta Mayr.
Die Art Pinus attenuata gehört zur Untersektion Australes aus der Sektion Trifoliae in der Untergattung Pinus innerhalb der Gattung Pinus. 
Pinus attenuata bildet keine natürlichen Hybride. Kreuzungsversuche mit Pinus radiata und Pinus muricata waren jedoch erfolgreich. Diese drei Arten werden manchmal als eine Gruppe zusammengefasst, die als California closed-cone pines bezeichnet wird.

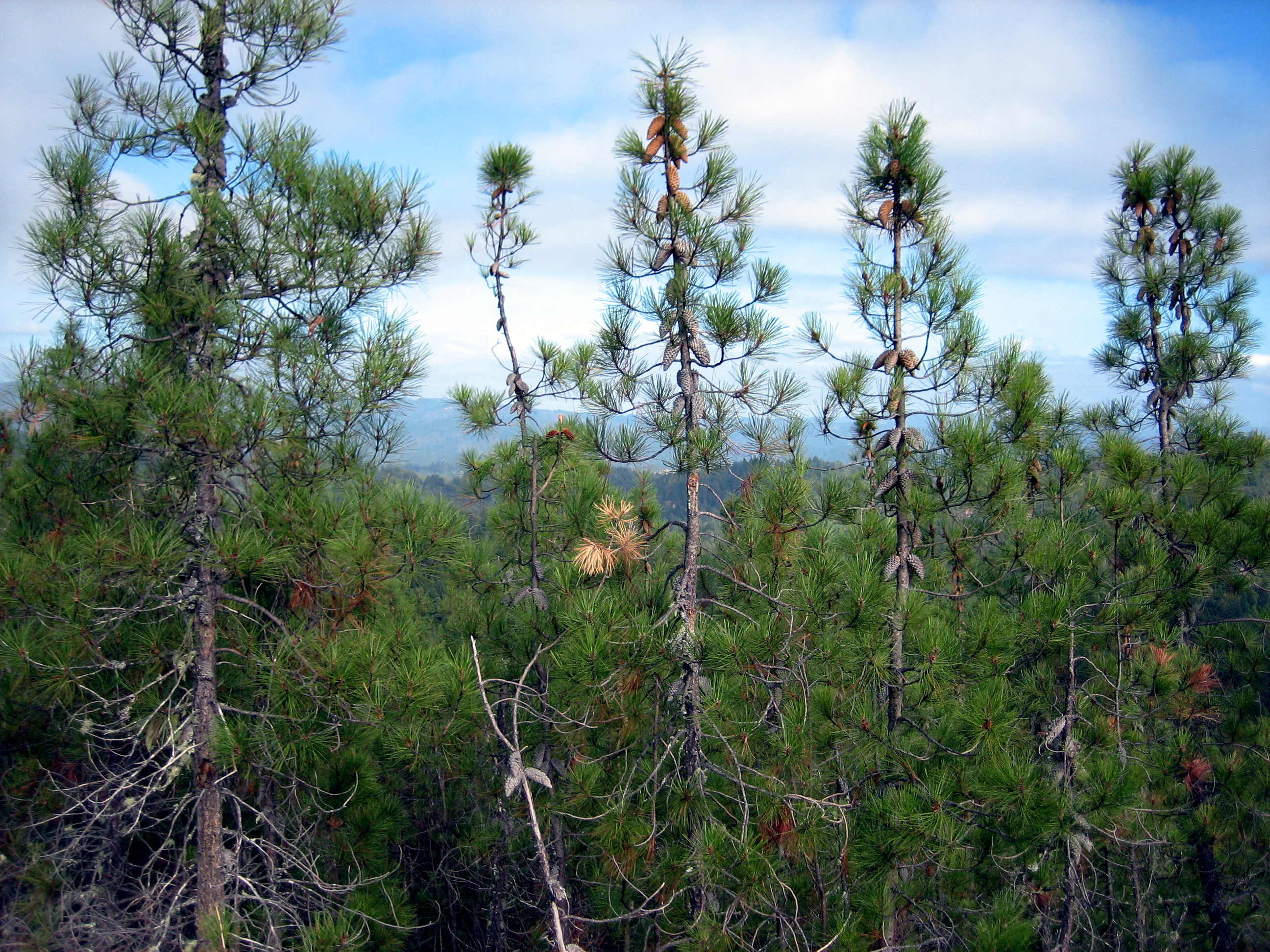
Habitus im Habitat im Big Basin Redwoods State Park, Kalifornien

## Verwendung
Das Holz von Pinus attenuata wird kaum wirtschaftlich verwendet. Durch die geringe Größe und die unregelmäßige Form ist die Qualität des Holzes niedrig. Das Wachstum unter den trockenen Bedingungen ist langsam, außer beim Wiederbesiedeln von durch Feuer zerstörten Wäldern. Polierte Stammquerschnitte mit eingewachsenen Zapfen werden jedoch manchmal als Kuriosität zum Kauf angeboten. Die Art wird auch gärtnerisch kaum genutzt und ihre Kultivierung beschränkt sich auf Arboreten in Gebieten mit mediterranem oder ähnlichem Klima.